# 新成生站

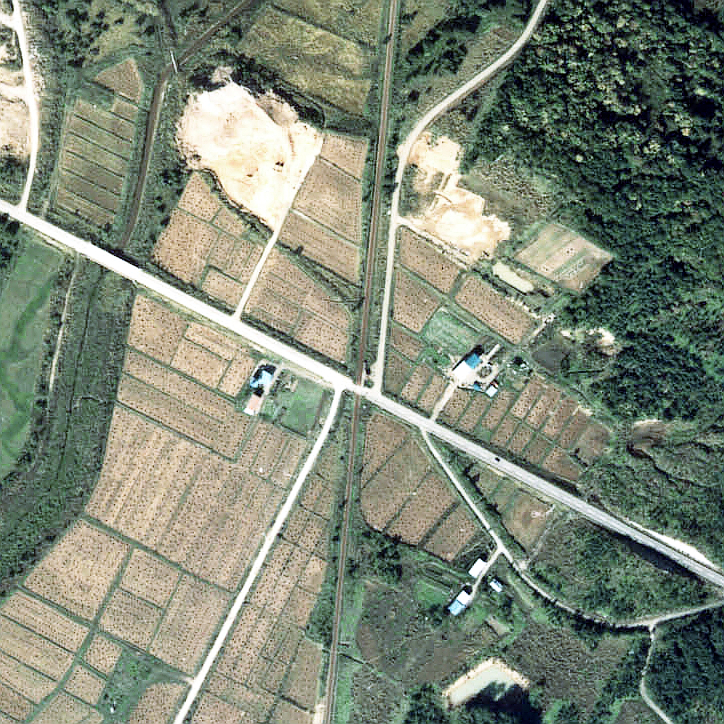
1977年的新成生臨時乘降場與方圓約500米範圍。上方為朱鞠內方向。

新成生站（日语：／ Shin-nariu eki */?）是位於北海道雨龍郡幌加內町字新成生，北海道旅客鐵道（JR北海道）的深名線車站（廢站）。隨著深名線廢線，車站在1995年（平成7年）9月4日廢除。

## 歷史
- 1955年（昭和30年）8月20日 - 日本國有鐵道（國鐵）深名線新成生臨時乘降場（局（日语：鉄道管理局）設定）啟用[1]。
- 1987年（昭和62年）4月1日 - 伴隨國鐵分割民營化，車站由北海道旅客鐵道（JR北海道）營運。同時升級至車站，名為新成生站。
- 1990年（平成2年）3月10日 - 設定營業距離。
- 1995年（平成7年）9月4日 - 深名線全線廢除，此站也廢除[1]。

## 站名的由來
車站名稱取自所在地名稱。車站原本名為彌運內（日语：／）。在1912年（明治45年），山形縣東村山郡成生村（現時：天童市）集體遷移至此處，因此地區改為故鄉的名稱。
另外，彌運內的名稱源自阿伊努語的「ヤウンナイ（ya-un-nay）」，其意思是內陸、有、河流。

## 車站構造
截至車站廢除前，車站是一座地面車站，設有1面1線的單式月台。月台位於路軌東邊（名寄方向的列車開啟右邊車門）。站內沒有轉轍器。
此站原本是臨時乘降場，因此車站為無人車站。站內沒有車站大樓，月台南邊設有候車室。木製月台的長度較短。在深川一方（南邊）設有斜道，與月台呈90度角。

## 使用狀況
- 在1992年度（平成4年度），1日的上下車人次為6人[5]。

## 車站周邊
- 國道275號（空知國道）
- 北海道道72號旭川幌加內線（日语：北海道道72号旭川幌加内線）
- 沼牛川[6]
- JR北海道巴士深名線（日语：深名線 (ジェイ・アール北海道バス)）「新成生」巴士站

## 現況
在廢站後，附近的道路由於進行直進化工程，因此把車站設施撤走。截至2011年（平成23年），站內沒有痕蹟。

## 相鄰車站
北海道旅客鐵道（JR北海道）
深名線
沼牛－新成生－幌加內

## 注腳
1. 1 2 3  太田幸夫.  1. 札幌市: 富士コンテム. 2004-02-29: 193. ISBN 4-89391-549-5 （日语）.
2. ↑  新幌加內町史 2008年10月發行，P161。
3. ↑  本多 貢. 児玉　芳明 , 编. . 札幌市: 北海道新聞社. 1995-01-25: 111. ISBN 4893637606. OCLC 40491505 （日语）.
4. ↑  本多貢. 児玉芳明 , 编. . 札幌市: 北海道新聞社. 1995-01-25: 92–93. ISBN 4893637606. OCLC 40491505 （日语）.
5. 1 2 3 4 5  書籍《JR・私鉄全線各駅停車1 北海道630駅》（小學館，1993年6月發行）75頁。
6. ↑  書籍《北海道道路地図 改訂版》（地勢堂，1980年3月發行）15頁
7. ↑  書籍《北海道の鉄道廃線跡》（著：本久公洋，北海道新聞社，2011年9月發行）175頁。